# Hottentotmolrat
De hottentotmolrat (Cryptomys hottentotus)  is een zoogdier uit de familie van de Molratten.

## Beschrijving
De hottentotmolrat leeft in kolonies, in gangen onder het oppervlak, op een dieet van bollen, knollen en wortelstokken. Volwassenen van deze soort wegen 50 tot 130 g, de lichaamslengte varieert van 10,5 tot 16,5 cm en de staart is 1,2-3,8 cm lang. De vacht is dik, vaal tot leigrijs of beige afhankelijk van het leefgebied, verder zonder tekening op de kop, en is bleker op de buik. De afzonderlijke haren hebben veel verschillende kleuren. Langere tastharen steken over het lichaam door de vacht heen. Het lichaam is cilindrisch en de ledematen zijn kort, waardoor het dier een goede graver is. De voetzolen zijn roze bij levende exemplaren. Molratten hebben beitelachtige snijtanden die worden gebruikt om te graven. In tegenstelling tot de duinmolratten van het geslacht Bathyergus, hebben de kleinere Afrikaanse molratten geen groef in de bovensnijtanden. De ogen zijn erg klein. Alleen het grootste mannetje en vrouwtje in een kolonie planten zich voort. C. hottentotus heeft vier tepels op de buik.

## Taxonomie
René Primevère Lesson was de eerste die de hottentotmolrat beschreef in 1826, gebaseerd op een dier dat was gevangen in de buurt van Paarl, en hij noemde hem Bathyergus hottentotus. In het daaropvolgende jaar, beschreef de Nederlandse zoöloog Anton Brants een exemplaar uit het oostelijk deel van de Kaapkolonie die hij de naam Bathyergus caecutiens gaf. In 1828 beschreef Andrew Smith Bathyergus ludwigii. Rond 1900 vond men deze kleine molratten niet meer passen in het geslacht Bathyergus, en werden verschillende vormen beschreven in het geslacht Georychus, te weten G. exenticus in 1899 door Édouard Louis Trouessart, G. jorisseni in 1909 door Henry Lyster Jameson, G. albus in 1913 en G. vandamii in 1917, beide door Austin Roberts. Diezelfde Roberts beschreef nog twee vormen in 1924, maar nu onder de huidige geslachtsnaam Cryptomys, namelijk C. cradockensis en C. transvaalensis. De huidige combinatie was echter al in 1906 gemaakt door Oldfield Thomas en Harold Schwann, maar wel met een onnodige toevoeging Cryptomys hottentotus talpoides. In 1964 beschouwt Gerrit de Graaff in zijn proefschrift al deze vormen als behorend tot dezelfde soort en daarmee zijn alle andere namen synoniemen van Cryptomys hottentotus.

## Gedrag
Hottentotmolratten leven ondergronds. Ze graven uitgebreide tunnelsystemen. Een kolonie met 10 volwassen en 3 jongen bewoonde een tunnelstelsel met gangen van in totaal 1 km lang. Deze soort komt het meest voor in stevige bodems, maar af en toe ook in zandgrond. De tunnelstelsel zijn het resultaat van het zoeken naar voedsel, maar er zijn ook voorraadholen, nestkamers en latrines. Hottentotmolratten leven in familie-eenheden van maximaal 14 individuen. Elke kolonie heeft één voortplantingspaar, meestal het grootste vrouwtje en mannetje in de groep. De andere individuen in de groep zijn werkers. Het grootste mannetje staat bovenaan de hiërarchie, gevolgd door het grootste vrouwtje. Voor de rest van de kolonie zijn mannetjes dominant ten opzichte van vrouwtjes en is dominantie gerelateerd aan lichaamsgewicht. De kleinere dieren doen 15-20% meer werk dan de grotere, oudere molratten.

### Voortplanting
C. hottentotus krijgt één of twee nesten per jaar gedurende het voortplantingsseizoen. Een nest bevat meestal twee tot vijf jongen. Bij de geboorte zijn de jongen kaal, 2-2,5 cm lang, met een gewicht van 8-9 g. Dit kleine aantal nakomelingen kan samen hangen met het hoge overlevingspercentage van de jongen omdat ze in relatief veilige tunnels opgroeien. De jongen verlaten de nestkamer voor het eerst na 5 dagen en eten vanaf hun tiende dag ook vast voedsel.

## Ecologie
De gangenstelsels van deze soort kunnen overlappen met die van andere soorten molratten zoals de Kaapse duinmolrat en de Kaapse blesmolrat, maar elke soort graaft op een andere diepte. De hottentotmolrat leeft bijna uitsluitend van bollen, knollen en wortelstokken en eet bijna geen grasachtige en kruidachtige planten, in tegenstelling tot het dieet van de Kaapse duinmolrat die ongeveer 40% grassen en kruidachtige planten eet. De soort wordt gevangen door de kerkuil, want schedels en kaken worden in de braakballen gevonden. In Nationaal park Kruger gaat de schildneuscobra (Aspidelaps scutatus) de tunnels in en jaagt daar op de soort. De molslang (Pseudaspis cana) wacht bij verse aardhopen en grijpt de molrat van achteren als deze met de volgende lading grond naar buiten komt en doodt hem door verwurging. Het is een specialist die jaagt op in holen levende zoogdieren. Overblijfselen van de hottentotmolrat zijn gevonden in magen van de zadeljakhals (Lupulella mesomelas) en de Kaapse vos (Vulpes chama).